# Airapus uniseriatus
Airapus uniseriatus är en skalbaggsart som beskrevs av Jan Krikken 1970. Airapus uniseriatus ingår i släktet Airapus och familjen Aphodiidae. Inga underarter finns listade i Catalogue of Life.